# Al-Ankawi
Al-Ankawi (tiếng Ả Rập: العنكاوي) là một thị trấn của Syria nằm trong Phân khu Ziyarah của huyện al-Suqaylabiyah ở Tỉnh Hama. Theo Cục Thống kê Trung ương Syria (CBS), al-Ankawi có dân số 2.298 người trong cuộc điều tra dân số năm 2004. Cư dân của nó chủ yếu là người Hồi giáo Sunni.